# Pseudoclanis tomensis
Pseudoclanis tomensis là một loài bướm đêm thuộc họ Sphingidae. Nó được tìm thấy ở São Tomé và Príncipe.
Sải cánh dài khoảng 65 mm đối với con đực. The forewing upperside very similar to Pseudoclanis postica but with a broad, dark marginal band. Phía trên cánh sau màu vàng sáng với các đường thẳng.